# David Van Herreweghe
David Van Herreweghe is een Belgisch topambtenaar. Hij is sinds 2006 administrateur-generaal van de Vlaamse Belastingdienst.

## Levensloop
David Van Herreweghe studeerde handelswetenschappen aan de EHSAL in Brussel. Van 1992 tot 1994 werkte hij bij Makro en van 1994 tot 2006 bij het ministerie van Financiën, waar hij zijn carrière eindigde als inspecteur van Financiën. Sinds 2006 is hij administrateur-generaal van de Vlaamse Belastingdienst.
Van 1999 tot 2001 was hij adjunct-kabinetschef van Vlaams minister-president Patrick Dewael (Open Vld) en van 2001 tot 2004 adjunct-kabinetschef en van 2004 tot 2009 kabinetschef van Vlaams minister van Financiën en Begroting Dirk Van Mechelen (Open Vld).
In 2015 volgde Van Herreweghe Rudi Thomaes als voorzitter van de Beheersmaatschappij Antwerpen Mobiel (BAM) op. In 2019 werd BAM tot Lantis omgedoopt. Marc Descheemaecker volgde hem in 2022 op. Verder was hij voorzitter van de nv Liefkenshoektunnel en bestuurder van Lijncom, dat reclame op bussen en trams van De Lijn regelt, en de Coördinatiestructuur voor Patrimoniuminformatie.